# Euploea sherwillii
Euploea sherwillii är en fjärilsart som beskrevs av Moore 1891. Euploea sherwillii ingår i släktet Euploea och familjen praktfjärilar. Inga underarter finns listade i Catalogue of Life.